# Alan Gilsenan
Alan Gilsenan (1962) è un regista e sceneggiatore irlandese.
Diplomatosi al Trinity College di Dublino, il regista è noto perlopiù per aver scritto e diretto numerosi documentari per la televisione irlandese, ma è molto attivo soprattutto nel teatro. Il suo film Timbuktu gli ha valso una nomination al miglior regista agli Irish Film and Television Awards.
È il direttore dell'Irish Film Institute e membro dell'Irish Film Board.

## Filmografia

### Cinema
- All Souls' Day (1997) – regista e sceneggiatore
- Timbuktu (2004) – regista
- Unless (2016) – regista e sceneggiatore

### Televisione
- The Road to God Knows Where, documentario (1988) – regista
- God Bless America: Gore Vidal, documentario (1995) – regista
- God Bless America: Marsha Hunt, documentario (1997) – regista
- The Irish Empire, documentario (2000) – regista
- The Ghost of Roger Casement, documentario (2002) – regista e sceneggiatore
- Sing on Forever, documentario (2003) – regista e sceneggiatore
- The Legend of Liam Clancy, documentario  (2006) – regista e sceneggiatore
- The Asylum, documentario (2006) – regista
- The Hospice, documentario (2007) – regista e sceneggiatore
- Paul Durcan: The Dark School, documentario (2007) – regista
- The Importance of Being Irish, documentario (2008) – regista
- The Yellow Bittern, documentario (2009) – regista
- The Home, documentario (2010) – regista e sceneggiatore
- Two for the Road, documentario (2011) – regista e sceneggiatore
- Treasure of the Bogs, documentario (2011) – regista e sceneggiatore
- Masterpiece: Ireland's Favourite Painting, documentario (2012) – regista e sceneggiatore
- Eliza Lynch: Queen of Paraguay, documentario (2013) – regista e sceneggiatore

### Cortometraggi
- Zulu 9 (2001)